# Boopedon flaviventris
Boopedon flaviventris är en insektsart som beskrevs av Bruner, L. 1904. Boopedon flaviventris ingår i släktet Boopedon och familjen gräshoppor. Inga underarter finns listade i Catalogue of Life.